# فيرمانزه
فيرمانزه (7 يوليو 1976 - 6 فبراير 2021) أكاديمي إندونيسي.

## الحياة المهنية
في سن 32 عامًا أصبح عميدًا لكلية الاقتصاد جامعة إندونيسيا للفترة 2009-2013. تم انتخاب فيرمانزه عميدًا في 14 أبريل 2008، مما جعله أصغر عميد لجامعة إندونيسيا على الإطلاق. نشر أكثر من 20 مقالاً صحفياً وعدة كتب.
كما نصح فيرمانزه «المسار الاقتصادي» لمعهد الفجوة الرقمية الذي استكشف فيه النموذج الاقتصادي للنطاق العريض ذي المغزى لتقديمه إلى الحكومة الإندونيسية.
في عام 2012 تم تعيين فيرمانزه مستشارًا خاصًا للشؤون الاقتصادية للرئيس آنذاك سوسيلو بامبانغ يودهويونو.